# Livingston (Alabama)
Livingston település az USA Alabama államában, Sumter megyében, melynek megyeszékhelye is. Lakosainak száma 3436 fő (2020. április 1.).

## Népesség
A település népességének változása:

| 2010 | 3 485 |
| 2020 | 3 436 |